# Fillette en bleu
Fillette en bleu est une peinture à l'huile sur toile de 116 × 73 cm réalisée en 1918 par le peintre italien Amedeo Modigliani. 
Elle fait partie d'une collection parisienne privée. 
C'est l'une des rares peintures de Modigliani où le sujet est représenté dans son intégralité. On remarque les pupilles d'un bleu vif, à tête d'épingle, qui donnent un sens presque hypnotique à l'œuvre. Les traits du visage et des mains de la fille semblent extrêmement précis et détaillés, tandis que la robe et le sol le sont moins. Il existe de nombreux renvois chromatiques entre le haut et le bas de la peinture, telles que la couleur des bottes, qui correspond à celle des cheveux. 
Il semble que le tableau ait été réalisé juste avant le départ de Modigliani pour la ville de Nice. 